# Милан Хорват
Милан Хорват (хорв. Milan Horvat; нар. 28 липня 1919, Пакрац — пом. 1 січня 2014, Інсбрук) — хорватський диригент.

## Біографія
Навчався у М. Лорковича і Светислава Станчича (фортепіано) у Музичній академії (закінчив у 1946 році), у М. Закса і Ф. Цауна (диригування) у Загребі. Концертував як піаніст. З 1945 року хоровий диригент на радіо, з 1946 року — диригент симфонічного оркестру радіо (з 1948 року — державний симфонічний оркестр). Викладав у Музичній академії у Загребі. У 1953—58 роках головний диригент симфонічного оркестру Ірландського радіо і диригент Оперного театру у Дубліні. У 1956—70 роки — головний диригент оркестрів Загребської філармонії (у 1957—69 роках її директор) і оперної трупи хорватського Національного театру. З 1969 року — диригент симфонічного оркестру Австрійського радіо у Відні. Гастролював у багатьох країнах, у тому числі у СРСР (з 1958 року). Виступав на міжнародних музичних фестивалях у Лондоні, Празі, Варшаві, Зальцбурзі. 1986 року отримав Премію Владимира Назора за значні досягнення у музиці.
Значне місце у репертуарі Хорвата займала сучасна музика. Мистецтво Хорвата відрізняється глибиною трактувань, точністю відтворення авторського задуму. Є грамзаписи, випущені найбільшими фірмами різних країн.